# مارينا كوماز
مارينا كوماز (بالإسبانية: Marina Comas)‏ هي ممثلة إسبانية، ولدت في 1 سبتمبر 1996 في برشلونة في إسبانيا. من الجوائز التي نالتها Goya Award for Best New Actress ‏ سنة 2011.

## جوائز
- Goya Award for Best New Actress [الإنجليزية]‏ (2011)

## وصلات خارجية
- مارينا كوماز على موقع IMDb (الإنجليزية)
- مارينا كوماز على موقع ألو سيني (الفرنسية)
- مارينا كوماز على موقع تيرنر كلاسيك موفيز (الإنجليزية)
- مارينا كوماز على موقع أول موفي (الإنجليزية)
- مارينا كوماز على موقع قاعدة بيانات الفيلم (الإنجليزية)
- مارينا كوماز على موقع كينوبويسك (الروسية)